# Onthophagus ovulum
Onthophagus ovulum là một loài bọ cánh cứng trong họ Bọ hung (Scarabaeidae).